# Republiken Sydmoluckerna

Republiken Sydmoluckernas flagga

Republiken Sydmoluckerna, indonesiska: Republik Maluku Selatan (RMS), nederländska: Republiek der Zuid-Molukken, var en republik som utropades på Moluckerna 1950. Indonesiska trupperna erövrade området med dess 150 öar i Bandasjön 1955.
Befolkningen på sydmoluckerna stod nära Nederländerna sedan kolonialtiden då man antog den kristna tron och nederländska sedvänjor. En betydande andel av sydmoluckerna tjänstgjorde i Nederländernas kolonialarmé (Koninklijk Nederlands-Indisch Leger, KNIL). De sågs som högt motiverade och lojala till Nederländerna. Sydmoluckiska soldater ingick i specialförband och hade en motsvarighet i britternas Gurkhasoldater.
När Nederländerna strävade efter att återta kontrollen över Nederländska Indien 1945 ställde sig sydmoluckerna på Nederländernas sida i Indonesiska självständighetskriget. Indonesien blev självständigt 1949 varpå Sydmoluckiska republiken utropades 1950. Indonesiska trupper intog huvudstaden Ambon i juli 1950 och fram till 1955 hela Sydmoluckerna. En massevakuering av sydmolucker med familjer till Nederländerna följde. En exilregering bildades i Nederländerna under ledning av Johan Manusama.